# Stef Peeters
Stef Peeters (Bree, 9 febbraio 1992) è un calciatore belga, centrocampista del Patro Eisden.

## Palmarès

### Club

#### Competizioni nazionali
- Coppa del Belgio: 1

Genk: 2012-2013
- Supercoppa del Belgio: 1

Genk: 2011